# Armijski mrav
Naziv armijski mrav (ili legionarski mrav ili marabunta) primenjuje s na oko 200 različitih vrsta mrava. Armijski mravi ne grade gnezda za razliku od drugih mrava, već imaju nomadski način života u grupama od nekoliko miliona jedinki.
U lovu neke vrste formiraju kolone duge do čak 100 metara ubijajući i odmah rastavljajući svakog insekta ili malog kičmenjaka kog nađu. Najveće grupe mogu da ubiju i do 500 000 životinja dnevno.

## Lov
Neotropski armijski mravi se specijalizuju u lovljenju i konzumiranju drugih društvenih insekata kao što su termiti, stršljenovi i drugi mravi. Iako su stršljenovi žestoki i izgledaju nepovredivo, kada roj dođe do njihovih kolonija nemaju nikakve šanse. Veći i jači stršljenovi mogu da ubiju nekoliko mrava, ali su ubrzo preplavljeni. Čak i ako njihova kraljica pređivi napad, mravi će ukrasti larve kolonije i brzo je proždrati. Od toga nema oporavka.
Kada armijski mravi otkriju drugu koloniju mrava odmah napadaju. Zato što se armijski mravi ponašaju kao socijalna grupa, posebno su opasni i efektivni. 
Većina armijskih mrava nije vrlo impresivna zasebno, ali mogu da preplave svoje žrtve svojom brojnošću pre nego što kolonija postavi efektivnu odbranu tako da invazije teže da se završe pobedom napadača i plen je značajno oštećen ili istrebljen.
Interesantno je da armijski mravi ne napadaju druge kolonije armijskih mrava. Kada se dva roja sretnu u divljini, oni prođu jedan kroz drugog ignorisajući drugi roj ili se obe kolonije odmaknu, što ima smisla sa stanovništa evolucije. Armijski mravi koji su se međusobno borili su verovatno iskorenili jedni druge pre nekoliko miliona godina, dok su oni koji nisu u tome učestvovali preživeli. Toliko su smrtonosni da su druge vrste mrava (npr. Pheidole desortorum) morale da se prilagode da bi preživele u njihovom prisustvu. 
Mnoge vrste upadnu u paniku i evakuišu svoja gnezda kada primete armijske mrave i njihove izviđače, noseći što više larve sa sobom kako bi se vratili i obnovili stanište nakon napada. Druge vrste (npr. Pheidole obstusospinosa) su izmislile žive bunkere. Imaju radnike sa velikim kockastim glavama i kada se armijski mravi pojave, oni iskoriste svoje glave da blokiraju ulaze u svoja gnezda tako da napdači odustanu nakon nekog vremena.

## Literatura
- Hermann, Henry R., ур. (1982). Social Insects. Volume IV. New York: Academic Press. ISBN 978-0-12-342204-0. OCLC 37854847.

## Spoljašnje veze
- Mediji vezani za članak Armijski mrav na Vikimedijinoj ostavi
- A documentary by Carl Rettenmeyer of University of Connecticut: Associates of Eciton burchelli (2009)
- A documentary by Carl Rettenmeyer of University of Connecticut: Astonishing Army Ants (2009)